# 柳生忍法帖
『柳生忍法帖』（やぎゅうにんぽうちょう）は、山田風太郎の時代小説。忍法帖シリーズの一作である。『岩手日報』などに1962年10月23日から1964年2月4日まで、『尼寺五十万石』の題名で連載され、単行本刊行時に改題された。

## 概要
江戸時代、会津藩で起こった会津騒動と、それにまつわる東慶寺での史実を発端とし、健気な女7人が悪を討つ勧善懲悪の物語である。作者は「弱者が強敵を討つパターンの話としたかったが、さすがに7人の女だけでは勝つことが難しいため、剣豪である柳生十兵衛を助っ人にした」と語っている。忍法帖に分類される作品であるが、忍者が登場せず忍法を使うキャラクターもほとんどいないなど例外的要素が多く、分量も通常の忍法帖シリーズ作品を上回る。また、珍しく大団円の作品である。柳生十兵衛は山田風太郎作品中でも最も高い人気を誇るキャラクターであり、本作と『魔界転生』『柳生十兵衛死す』で“十兵衛三部作”と称せられる。

## あらすじ
時は寛永19年（1642年）、悪逆の限りを尽くす暗君会津藩主加藤明成を見限った国家老堀主水は、一族を率いて会津を退転するという騒動を起こす（会津騒動）。明成は幕府の許可の元彼らを捕縛するが、それだけに飽き足らず、連行中に一族の女たちが匿われている男子禁制の尼寺東慶寺を強襲し、主水らの目の前で彼女らを惨殺する所行に及んだ。これを実行したのは「会津七本槍」と呼ばれる明成子飼いの家来だった。
騒ぎは寺の後見人である天樹院千姫の出現によって収められるが、助けられ生き残ったのは堀主水の娘、お千絵を始めとする7人のみだった。その後、堀一族の男たちは処刑されたが、残った7人の女たちは加藤明成及び会津七本槍に復讐を誓う。千姫はそれを後援するが、彼女はそれに男の手を借りることをよしとせず、あくまで7人の女たちの手によってなされるべしと考える。
しかし、敵たる七本槍はいずれもそれぞれの武芸に精通した達人ばかりで、そのままではとても彼女たちの手に負える者ではない…千姫に相談を受けた沢庵和尚は、反骨と無頼をもって知られる柳生一族の剣侠・十兵衛に堀一族の女たちの師範役を依頼する。おもしろい…としてその役を引き受けた十兵衛だったが、果たして彼は武芸の覚えすらない女たちに、恐ろしい武芸者たちである会津七本槍を討たせることが出来るか? そして、暗君・加藤明成に裁きを加えることが出来るか?

## 主な登場人物
柳生十兵衛三厳（やぎゅう じゅうべえ みつよし）
柳生但馬守の嫡男で、父に勝る剣の天才児として知られる剣客。将軍家指南番の役目を任されるが、将軍を稽古中にたたきのめしてしまうなど、型にはまらぬ無頼、反骨、風来坊の性を持つ。他の忍法帖作品にも登場している人物。
本作では、千姫からの依頼を受け、堀一族の女たちに仇討ちのための武芸指南を施す役目を興味本位で請け負う。しかし、基本的に女は苦手な十兵衛は、彼女らを指導し、仇討ちの手助けをしつつも、彼女らからの懸想や嫉妬の心を把握しかね、悩まされることになる。
沢庵宗彭（たくあん そうほう）
品川東海寺の開山たる高僧だが武芸にも通じ、千姫の依頼を受けて十兵衛を指南役として紹介するとともに、自らも加藤明成への報復に協力する。
飄々として剛胆な食えない人物だが、とある人物を一種の人質にされることで仇討ちとの板挟みに苦しむことになる。
天樹院千姫（せんひめ）
徳川家康の孫にして豊臣秀頼の正室ともなった人物。東慶寺の住持、天秀尼の義母であり、その東慶寺と娘への狼藉も含めて女たちへの非道な所行に憤激し、堀の女たちの後援者となる。
復讐劇では、男たちの勝手に振り回された女としての同情と怒りが底にあったため、助太刀を頼んだ十兵衛にも直接の介入を許さず、あくまで女たちの手によって復讐がなされることを望む。

### 会津七本槍
加藤明成子飼いの手下で、堀一族の捕縛・連行や東慶寺での狼藉行為、また、明成の獣欲を満たすための女狩りなどの行為を行う。堀一族の女7人が直接の復讐相手として狙う者たちで、それぞれが特殊な術の達人。
具足丈之進（ぐそく じょうのしん）
子牛ほどもある巨大な3匹の犬（天丸、地丸、風丸）を意のままに使う。
鷲ノ巣廉助（わしのす れんすけ）
拳法の使い手で、素手・素足で寺の山門の厚板を打ち抜くほどの力を持つ。
大道寺鉄斎（だいどうじ てっさい）
鎖鎌の達人。その鎖の長さは10間以上で、分銅のみならず鎌も投げ、自在に操る。
司馬一眼房（しば いちがんぼう）
馬を軽々とくびり殺す威力を持つ、十数メートルに及ぶ皮鞭を操る。
香炉銀四郎（こうろ ぎんしろう）
細いが強靱な「かすみ網」の使い手。美少年だが、その顔には額からあごまで一文字に刀痕が走っている。
平賀孫兵衛（ひらが まごべえ）
槍の使い手。槍は1丈8尺（5メートル弱）の長さに及ぶ。
漆戸虹七郎（うるしど こうしちろう）
隻腕の剣客。血の臭いを嫌い、剣をふるう前には花枝をくわえる習慣がある。

## 目録
上巻 : 江戸花地獄篇
1.  破戒門
2.  堀主水一件
3.  七凶槍
4.  修羅の巷へ
5.  蛇ノ目は七つ
6.  籠
7.  髯を生やした京人形
8.  十兵衛先生
9.  まんじ飛び
10. 般若組
11. 地獄の花嫁
12. 水の墓場
13. 晒す
14. 江戸土産
15. 北帰行
16. 僧正
17. 女人袈裟

下巻 : 会津雪地獄篇
18. これより会津
19. 銅伯夜がたり
20. 断橋
21. 首合戦
22. 沢庵手鞠唄
23. 南船北馬
24. 幻法「夢山彦」
25. 沢庵敗れたりや
26. 孤剣般若侠
27. 十兵衛見参
28. 雪地獄
29. 霞網
30. 天道魔道
31. 雲とへだつ

## 漫画化
- Y十M 〜柳生忍法帖〜 - せがわまさきによる漫画化作品。『ヤングマガジン』連載。『甲賀忍法帖』を原作とする『バジリスク 〜甲賀忍法帖〜』に次いで執筆している。

## 映像化
- くノ一忍法帖 柳生外伝 - キングレコードなどによる映画化、ソフト化の際に未公開シーンを加え『柳生外伝 くノ一忍法帖 江戸花地獄篇』（74分）、『柳生外伝 くノ一忍法帖 会津雪地獄篇』（81分）の2本に分けてリリース。

## 舞台化
- 2021年9月から12月にかけて宝塚歌劇団星組によって舞台化[1][2]。脚本・演出は大野拓史[1][2]。

- 柳生十兵衛：礼真琴
- ゆら：舞空瞳
- 芦名銅伯：愛月ひかる